# Fédération Française de Hockey sur Glace
Fédération Française de Hockey sur Glace kontrollerar den organiserade ishockeyn i Frankrike och bildades 2006 genom utbrytning ur det franska issportförbundet. Frankrike inträdde den 20 oktober 1908 i IIHF. Förbundet kontrollerar de franska landslagen, samt både amatör- och proffsishockey, och juniorishockeyn.

### Fotnoter
1. ↑  ”France”. International Ice Hockey Federation. http://www.iihf.com/iihf-home/countries/france.html. Läst 9 april 2012.